# MOS Technology 6520

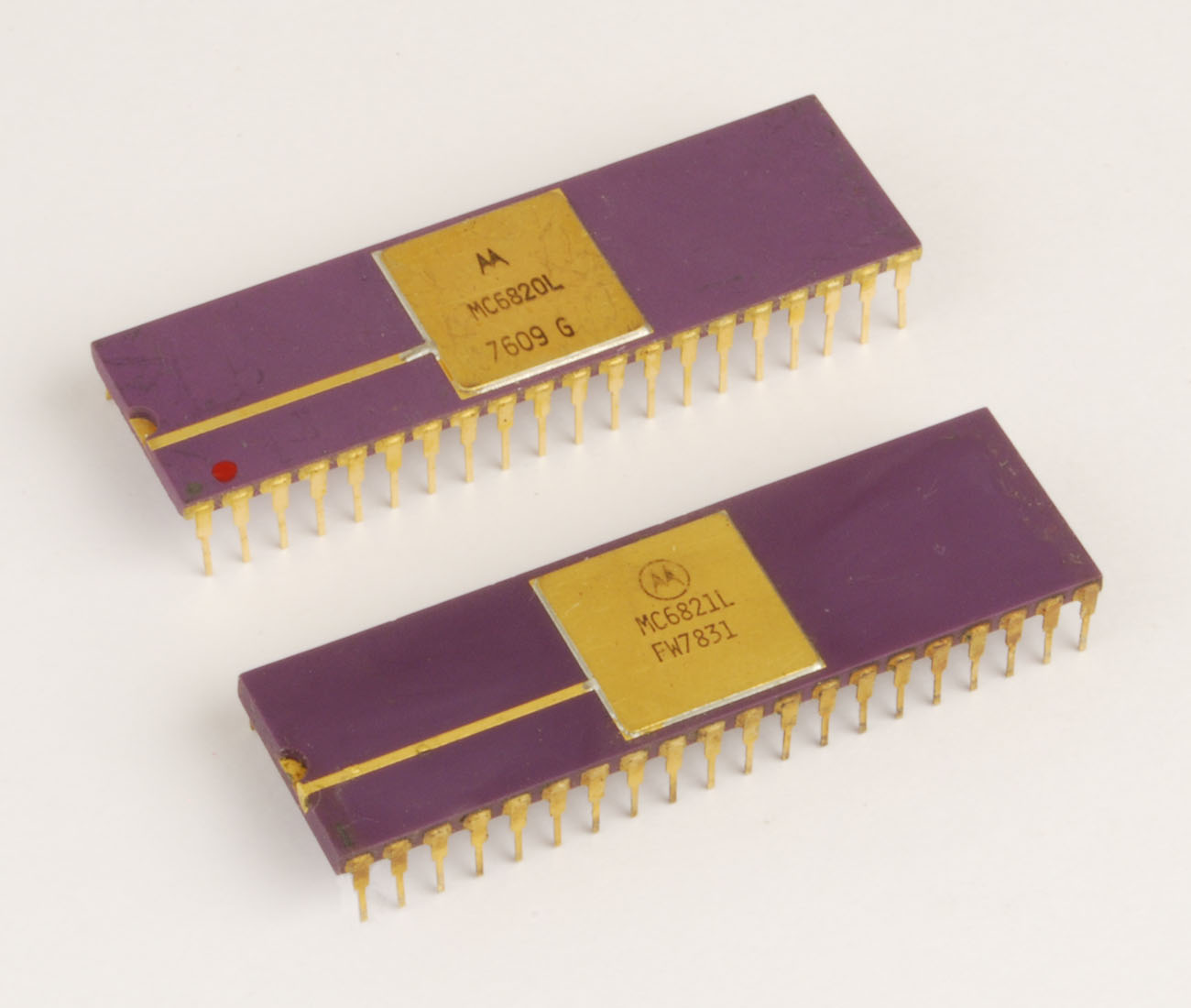
Motorola MC6820 und MC6821

Der MOS Technology 6520 ist ein Peripheral Interface Adapter (PIA) der Firma MOS Technology in NMOS-Technik. Er ist ein typischer Parallel-I/O-Chip für 8-Bit-Mikroprozessorsysteme der 6500- und 6800-Familien.

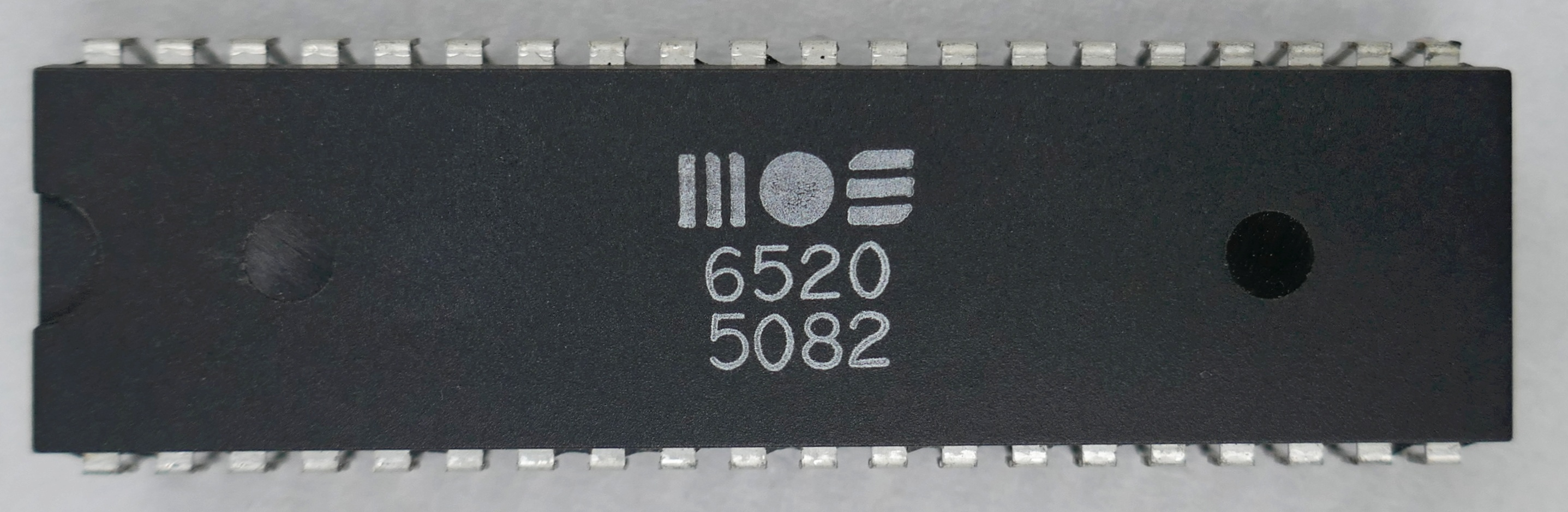
MOS 6520

Bekannte PIA-Typen sind daneben z. B. der Motorola MC6820 und MC6821. Der 6520 von MOS Technology ist ein funktioneller Nachbau des MC6820, welcher 1974 als Bestandteil der 6800-Chipfamilie vorgestellt wurde. Alle PIA-Modelle sind pinkompatibel und haben die gleichen Funktionen, aber etwas unterschiedliche elektrische Eigenschaften. Sie können in den meisten Fällen bei passender Taktfrequenz direkt gegeneinander ausgetauscht werden. Die PIA kommen meist in einem 40-Pin-DIP-Gehäuse. Funktionell ähnliche Bausteine anderer Prozessorfamilien sind der Z80 PIO und für Intel-Prozessoren der Intel 8255.
Der PIA wurde entworfen, um eine einfache Integration in Bussysteme um den Motorola 6800 und ähnliche Prozessoren zu ermöglichen. Er bietet 20 I/O-Leitungen, die sich in 2 bidirektionale 8-Bit-Busse und 4 Steuerleitungen teilen. Die 8-Bit-Busse können auch als 16 unabhängige Einzelleitungen genutzt werden, d. h. auch die Datenrichtung kann über Datenrichtungsregister für jedes Bit einzeln gesteuert werden. Die Steuerleitungen können zum Erzeugen von Handshakes und Interrupts genutzt werden, oder einfach nur High- bzw. Low-Pegel liefern.
PIA-Bausteine wurden in industriellen Steuercomputern und Einplatinen- und Heimcomputern eingesetzt. Bekannt wurde der PIA durch die Verwendung in den Heimcomputern Atari 400 und 800, in denen er die vier Joystick-Schnittstellen bedient, und durch den Einsatz in der Elektronik vieler Arcade- und Flipper-Spielautomaten und Musikboxen.

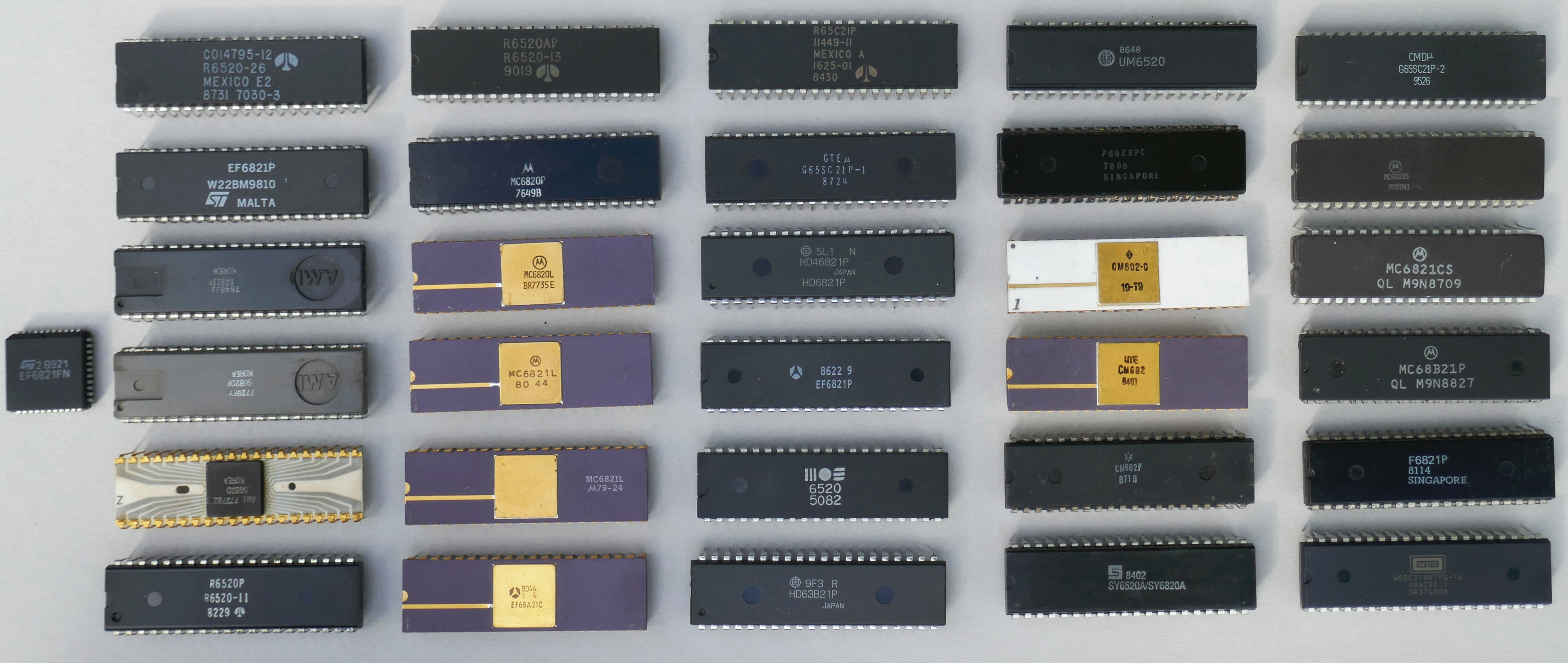
PIA-Bausteine einiger Hersteller

Aufgrund des weiten Einsatzgebietes wurden PIA-ICs neben Motorola und MOS Technology später auch von anderen Herstellern produziert, unter anderem Rockwell, Fairchild, AMI Semiconductor, Hitachi, Synertek, CMD und Western Design Center.
GTE (später CMD), Rockwell und Western Design Center produzierten CMOS-Ausführungen mit den Bezeichnungen G65SC21, R65C21 und W65C21.